# نفطویه
ابراهیم بن محمد أزدی شهرت‌یافته به نِفْطَوَیْه (۸۵۸م-۹۳۵م) (نسب:ابوعبدالله ابراهیم بن محمد بن عَرَفة، از نسل مهلب بن ابی‌صفره ازدی) حافظ، محدث، فقیه ظاهری، شاعر و زبان‌شناس نحوی عربی بود. پیروی مکتب سیبویه در نحو بود.   

## معرفی اجمالی
ابراهیم بن محمد بن عرفة بن سلیمان بن مغیرة بن حبیب بن مهلب ازدی عتکی (۲۴۴-۳۲۳ق/۸۳۹-۹۳۵م)، مشهور به نفطویه، از نحویان و ادیبان بزرگ سده ۳ و ۴ق/۹ و ۱۰م بود. وی در واسط زاده شد و در بغداد درگذشت. نزد ثعلب و مبرد ادب آموخت و به تاریخ و ایام‌الناس آگاه بود.او آثار بسیاری از خود بر جای نهاد.